# Record du monde du lancer du poids
Pour un article plus général, voir Records du monde d'athlétisme.
Les records du monde du lancer du poids sont actuellement détenus par l'Américain Ryan Crouser, auteur de 23,38 m le 27 mai 2023 à Los Angeles, et par la Russe Natalya Lisovskaya, créditée de 22,63 m le 7 juin 1987 à Moscou.
Le premier record du monde du lancer du poids homologué par World Athletics est celui de l'Américain Ralph Rose qui atteint la marque de 15,54 m en 1909. L'Américain Bill Nieder est le premier lanceur à dépasser officiellement la limite des 20 mètres (en 1960), son compatriote Randy Matson celle des 21 mètres (en 1965), le Russe Aleksandr Baryshnikov celle des 22 mètres (en 1976) et l'Allemand Ulf Timmermann celle des 23 mètres (en 1988). Côté féminin, le premier record mondial, régi alors par la Fédération sportive féminine internationale, est établi en 1924 par la Française Violette Morris avec 10,15 m. L'ex-soviétique Nadezhda Chizhova est la première à atteindre à la fois la barrière des 20 et 21 mètres, la Tchèque Helena Fibingerová étant la première à lancer le poids au-delà des 22 mètres.
Les records du monde en salle du lancer du poids appartiennent à Ryan Crouser (22,82 m le 24 janvier 2021 à Fayetteville) et à la Tchèque Helena Fibingerová (22,50 m le 19 février 1977 à Jablonec nad Nisou).

## Record du monde masculin

### Premiers records

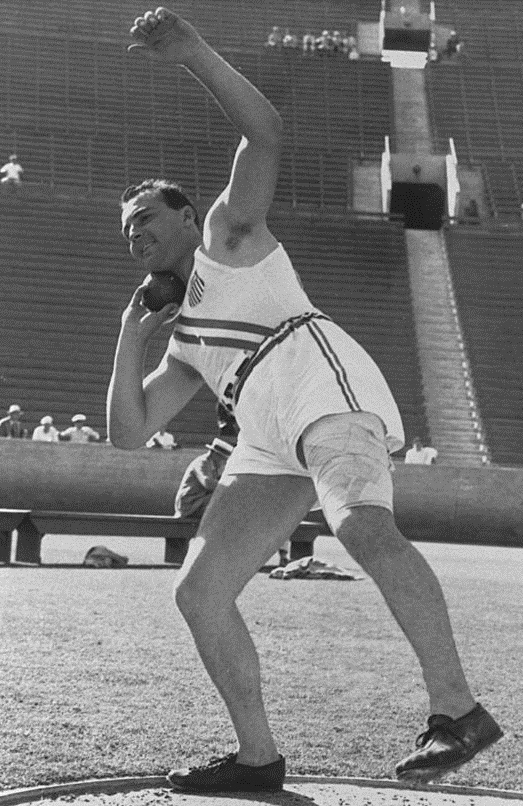
Leo Sexton améliore le record du monde du lancer du poids en 1932.

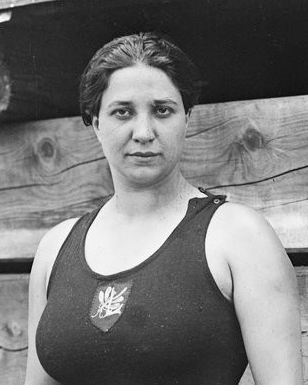
Violette Morris, première détentrice du record du monde féminin du lancer du poids.

Le premier record du monde masculin du lancer du poids homologué par l'IAAF est celui de l'Américain Ralph Rose, champion olympique en 1904 et 1908, qui établit la marque de 15,54 m le 21 août 1909 à San Francisco. 
Ce record est amélioré près de vingt ans plus tard par l'Allemand Emil Hirschfeld qui atteint les 15,79 m le 6 mai 1928 à Breslau, puis par l'Américain John Kuck qui s'impose en finale des Jeux olympiques de 1928, à Amsterdam, avec un lancer à 15,87 m. Kuck avait établi 15,99 m deux mois auparavant mais cette performance n'a jamais été transmise à l'IAAF pour homologation. Le 26 août 1928, Emil Hirschfeld devient le premier athlète à plus de seize mètres, en effectuant un lancer à 16,04 m à Bochum.
Le record d'Hirschfeld est égalé par le Tchécoslovaque František Douda le 4 octobre 1931 à Brno, puis battu à trois reprises lors de la saison 1932 : une première fois par le Polonais Zygmunt Heljasz (16,05 m le 29 juin à Poznań), une seconde fois par l'Américain Leo Sexton (16,15 m le 27 août à Freeport), et une troisième fois par František Douda (16,20 m le 24 septembre à Prague). 
Le 21 avril 1934, à Palo Alto, l'Américain John Lyman établit un nouveau record du monde du lancer du poids avec un jet à 16,48 m, améliorant de 28 cm le record de František Douda. Une semaine plus tard, son compatriote Jack Torrance l'améliore à son tour de 28 cm en le portant à 16,80 m le 27 avril 1934 à Des Moines, puis en réalisant 16,89 m le 30 juin 1934 à Milwaukee. Le 5 août 1934, lors du meeting des Bislett Games à Oslo, il ajoute 51 cm à son propre record mondial en effectuant un lancer à 17,40 m, devenant à cette occasion le premier athlète à atteindre la ligne des dix-sept mètres.

### De Parry O'Brien à Randy Matson
| |  |  |
| Parry O'Brien (à gauche) améliore à dix reprises le record du monde du lancer du poids. Randy Matson (à droite) est le premier athlète à lancer au-delà des 21 mètres. |  |  |

Le record du monde de Jack Torrance n'est battu que quatorze ans plus tard, le 17 avril 1948, par l'Américain Charlie Fonville qui établit la marque de 17,68 m au cours des Relais du Kansas à Lawrence.
Le 28 juillet 1949, à Oslo, son compatriote James Fuchs ajoute 11 cm au record du monde de Fonville en le portant à 17,79 m, avant de l'améliorer à trois reprises en 1950 : une première fois le 29 avril à Los Angeles avec 17,82 m, une seconde fois le 20 août à Visby avec 17,90 m, et une troisième fois le 22 août à Eskilstuna avec 17,95 m.
Le record du monde de Charlie Fonville est amélioré par son compatriote Parry O'Brien, champion olympique en 1952 et 1956, qui établit dix records mondiaux, dont neuf consécutifs, de 1953 à 1959. Le 9 mai 1953, à Fresno, il établit un lancer à 18,00 m et devient le premier athlète à atteindre cette limite symbolique, puis porte le record du monde à 18,04 m le 5 juin 1953 à Compton, à 18,42 m le 8 mai 1954 à Los Angeles, à 18,43 m le 21 mai 1954 à Los Angeles, puis à 18,54 m le 11 juin 1954 à Los Angeles. 
O'Brien établit quatre nouveaux record du monde en 1956 : 18,62 m le 5 mai 1956 à Salt Lake City, 18,69 m le 15 juin 1956 à Los Angeles, 19,06 m le 3 septembre 1956 à Eugene, et enfin 19,25 m le 1er octobre 1956 à Los Angeles. Premier athlète au-delà des dix-neuf mètres après avoir été le premier au-delà des dix-huit mètres, Parry O'Brien est par ailleurs pour les Américains qui se réfèrent aux mesures anglaises, le premier au-delà des 59, des 60, des 61, des 62 et des 63 pieds. Il fait progresser le record du monde d'un mètre trente centimètres en un peu plus de trois ans. 
Les 19,25 m sont égalés le 28 mars 1959 à Santa Barbara par son compatriote Dallas Long, mais Parry O'Brien améliore cette marque, le 1er août 1959 à Albuquerque, en effectuant un lancer à 19,30 m, dixième et dernier record du monde de sa carrière.
Cinq records du monde du lancer du poids sont établis lors de la saison 1960 : le 5 mars à Los Angeles par Dallas Long avec 19,38 m, le 19 mars à Palo Alto par l'autre américain Bill Nieder avec 19,45 m, le 26 mars à Los Angeles par Dallas Long avec 19,67 m, le 2 avril à Austin par Bill Nieder avec 19,99 m. Le 12 août 1960, à Walnut, Nieder établit la marque de 20,06 m et devient le premier lanceur de poids à dépasser officiellement la ligne des vingt mètres. 
Dallas Long améliore quatre fois consécutivement le record du monde, une première fois le 18 mai 1962 à Los Angeles avec 20,08 m, et à trois reprises en 1964 dans cette même ville quelques mois avant son titre olympique : 20,10 m le 4 avril, 20,20 m le 29 mai et enfin 20,68 m le 25 juillet. 
Le 8 mai 1965, à College Station, sur le campus de l'Université A&M du Texas, l'Américain Randy Matson améliore de 84 cm le record du monde de son compatriote Dallas Long et devient le premier athlète à lancer le poids au-delà des vingt-et-un mètres en établissant la marque de 21,52 m, après avoir également établi lors du même concours les performances de 20,96 m, 20,43 m, 21,14 m et 20,86 m. 
Matson, qui deviendra champion olympique de la discipline en 1968 à Mexico, améliore son propre record du monde le 23 avril 1967, toujours à College Station, en effectuant un lancer à 21,78 m à son premier essai. En quatorze ans, de 1953 à 1967, le record du monde connait une amélioration de près de quatre mètres.

### Au-delà des vingt-trois mètres

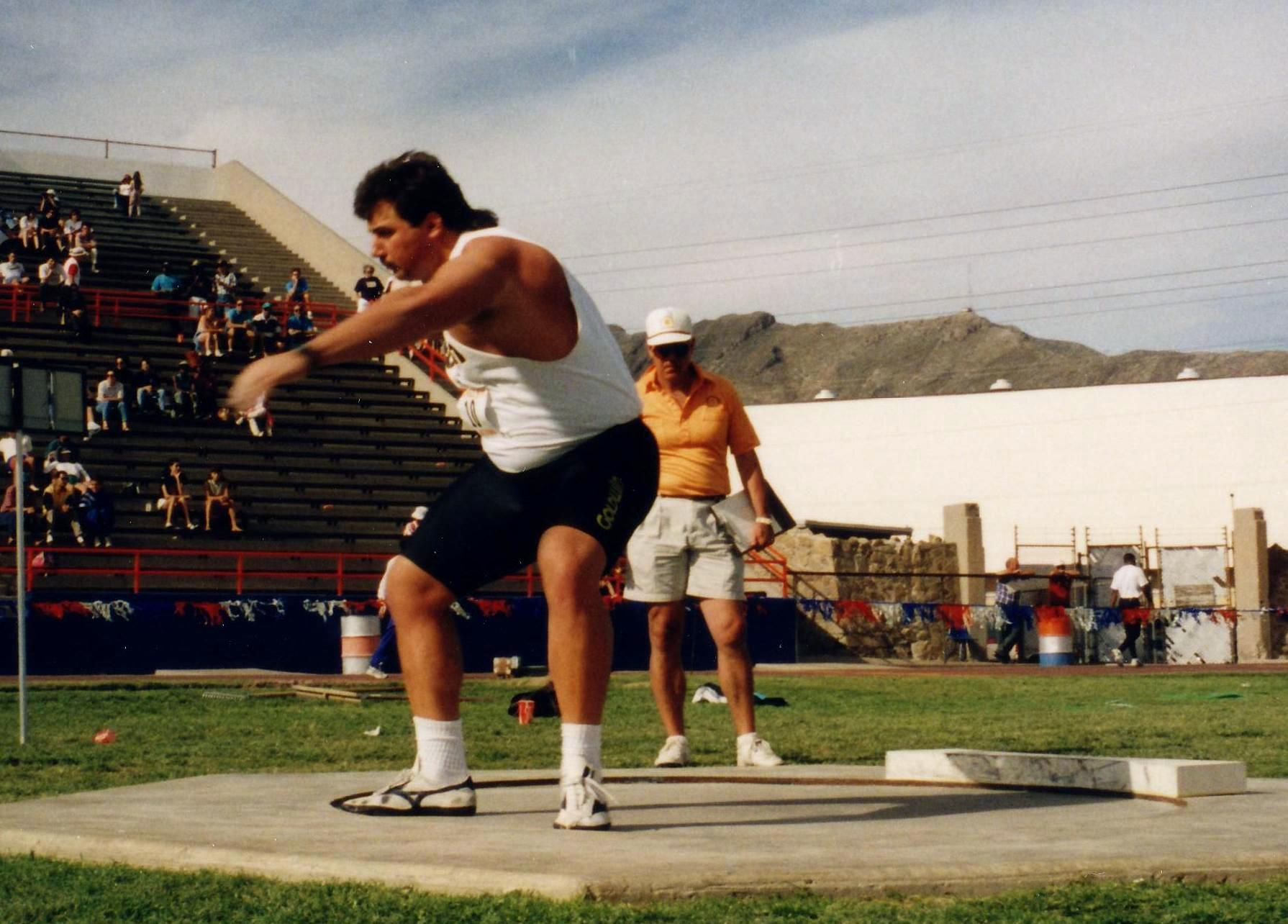
Randy Barnes, détenteur du record du monde de 1990 à 2021.

Approché à plusieurs reprises, le record du monde de Randy Matson est amélioré de 4 cm par son compatriote Al Feuerbach qui établit la marque de 21,82 m le 5 mai 1973 à San José. 
En 1975, son compatriote Brian Oldfield dépasse de plus d'un mètre la mesure de Feuerbach avec 22,86 m, mais participant à la Ligue professionnelle d'athlétisme (ITA), sa performance ne sera jamais homologuée par l'IAAF en vertu de la règle de l'amateurisme. 
Le record  du monde d'Al Feuerbach est battu le 21 février 1976 à Honolulu, par son compatriote Terry Albritton qui effectue un lancer à 21,85 m. Le 10 juillet 1976, le Soviétique Aleksandr Baryshnikov devient le premier non-américain depuis František Douda en 1932 à inscrire son nom au palmarès du record du monde du lancer du poids, en établissant la marque de 22,00 m juste au cours de la rencontre d'athlétisme France-URSS, à Colombes.
L'Allemand de l'Est Udo Beyer, champion olympique en 1976 à Montréal, devient le nouveau détenteur du record du monde en effectuant un lancer à 22,15 m, le 6 juillet 1978 à Göteborg. 
Udo Beyer améliore cette marque près de cinq ans plus tard, le 25 juin 1983, en atteignant 22,22 m à Los Angeles au cours de la rencontre USA-RDA. Détrôné le 22 septembre 1985 à Berlin par son compatriote Ulf Timmermann qui établit un lancer à 22,62 m, soit la plus nette amélioration du record mondial depuis Randy Matson en 1966, Udo Beyer reprend son bien le 20 août 1986, toujours à Berlin, avec un jet à 22,64 m, signant le troisième et dernier record du monde de sa carrière.
Le 12 août 1987, à Viareggio, L'Italien Alessandro Andrei, champion olympique en 1984 à Los Angeles, améliore à trois reprises le record du monde lors du même concours, établissant successivement 22,72 m à son 1er essai, puis 22,84 m à son 2e essai, et enfin 22,91 m à ses 3e, 4e et 5e essais.
Ulf Timmermann s'approprie le record du monde le 22 mai 1988 à La Canée en Grèce, avec la marque de 23,06 m, devenant à cette occasion le premier athlète à effectuer un lancer au-delà des vingt-trois mètres. 
Le 20 mai 1990, lors du meeting Jack In The Box Invitational, à Los Angeles, l'Américain Randy Barnes améliore de 6 cm la performance d'Ulf Timmermann en portant le record du monde à 23,12 m. Juste après cette performance, Barnes est cependant suspendu deux ans pour un contrôle antidopage positif à la méthyltestostérone, un stéroïde.

### Ryan Crouser depuis 2021

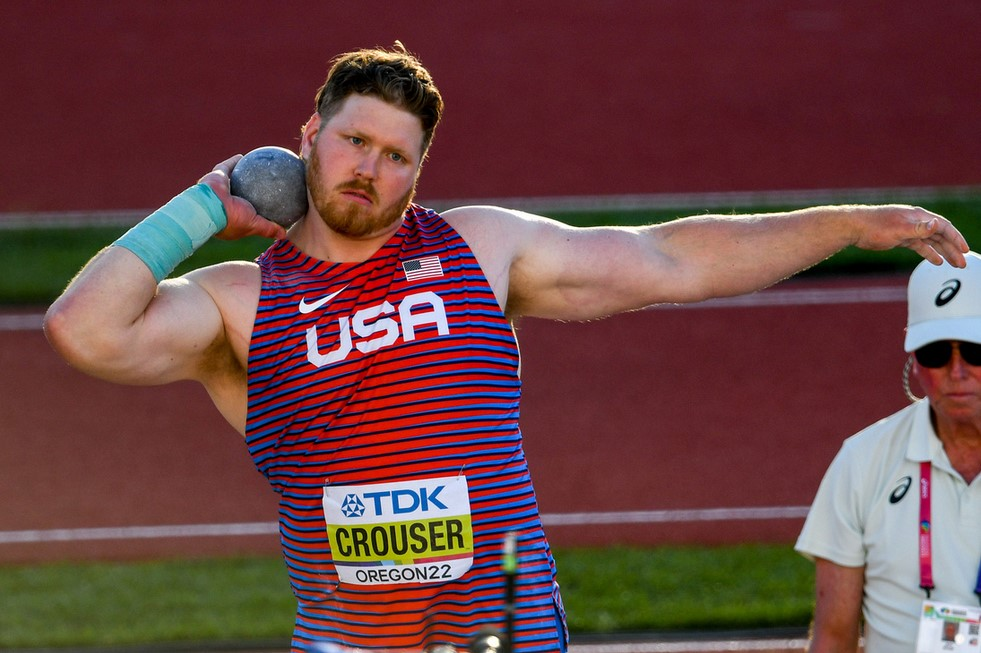
Ryan Crouser est l'actuel détenteur du record du monde.

Le record de Barnes tient pendant 31 ans, jusqu'à ce qu'il soit battu en 2021 par l'Américain Ryan Crouser lors des sélections olympiques américaines à Eugene, dans l'Oregon. Le champion olympique 2016 et recordman du monde en salle (avec 22,82 m) lance à 23,37 m à son quatrième essai et améliore donc de 25 centimètres la meilleure marque de tous les temps.
Le 18 février 2023, au cours des Simplot Games, compétition en salle se déroulant à Pocatello dans l'Idaho, Ryan Crouser réalise un jet à 23,38 m, marque supérieure d'un centimètre de son propre record du monde. Mais cette performance n'est finalement pas homologuée par World Athletics, en raison d'un cercle de lancer trop grand de deux centimètres et d'une aire de réception en descente par rapport au cercle.
Le 27 mai 2023, lors du meeting de Los Angeles, Ryan Crouser améliore de 19 cm son record du monde en réalisant 23,56 m à son quatrième essai, manquant d'expédier son poids directement dans le muret bordant la fin de l'aire de lancer,.

### Progression du record du monde
51 records du monde masculins du lancer du poids ont été homologués par World Athletics.
| Marque  | Athlète               | Date              | Lieu            |
| ------- | --------------------- | ----------------- | --------------- |
| 15,54 m | Ralph Rose            | 21 août 1909      | San Francisco   |
| 15,79 m | Emil Hirschfeld       | 6 mai 1928        | Breslau         |
| 15,87 m | John Kuck             | 29 juin 1928      | Amsterdam       |
| 16,04 m | Emil Hirschfeld       | 26 août 1928      | Bochum          |
| 16,04 m | František Douda       | 4 octobre 1931    | Brno            |
| 16,05 m | Zygmunt Heljasz       | 29 juin 1932      | Poznań          |
| 16,16 m | Leo Sexton            | 27 août 1932      | Freeport        |
| 16,20 m | František Douda       | 24 septembre 1932 | Prague          |
| 16,48 m | John Lyman            | 21 avril 1934     | Palo Alto       |
| 16,80 m | Jack Torrance         | 27 avril 1934     | Des Moines      |
| 16,89 m | Jack Torrance         | 30 juin 1934      | Milwaukee       |
| 17,40 m | Jack Torrance         | 5 août 1934       | Oslo            |
| 17,68 m | Charlie Fonville      | 17 avril 1948     | Lawrence        |
| 17,79 m | Jim Fuchs             | 28 juillet 1949   | Oslo            |
| 17,82 m | Jim Fuchs             | 29 avril 1950     | Los Angeles     |
| 17,90 m | Jim Fuchs             | 20 août 1950      | Visby           |
| 17,95 m | Jim Fuchs             | 22 août 1950      | Eskilstuna      |
| 18,00 m | Parry O'Brien         | 9 mai 1953        | Fresno          |
| 18,04 m | Parry O'Brien         | 5 juin 1953       | Compton         |
| 18,42 m | Parry O'Brien         | 8 mai 1954        | Los Angeles     |
| 18,43 m | Parry O'Brien         | 21 mai 1954       | Los Angeles     |
| 18,54 m | Parry O'Brien         | 11 juin 1954      | Los Angeles     |
| 18,62 m | Parry O'Brien         | 5 mai 1956        | Salt Lake City  |
| 18,69 m | Parry O'Brien         | 15 juin 1956      | Los Angeles     |
| 19,06 m | Parry O'Brien         | 3 septembre 1956  | Eugene          |
| 19,25 m | Parry O'Brien         | 1er octobre 1956  | Los Angeles     |
| 19,25 m | Dallas Long           | 28 mars 1959      | Santa Barbara   |
| 19,30 m | Parry O'Brien         | 1er août 1959     | Albuquerque     |
| 19,38 m | Dallas Long           | 5 mars 1960       | Los Angeles     |
| 19,45 m | Bill Nieder           | 19 mars 1960      | Palo Alto       |
| 19,67 m | Dallas Long           | 26 mars 1960      | Los Angeles     |
| 19,99 m | Bill Nieder           | 2 avril 1960      | Austin          |
| 20,06 m | Bill Nieder           | 12 août 1960      | Walnut          |
| 20,08 m | Dallas Long           | 18 mai 1962       | Los Angeles     |
| 20,10 m | Dallas Long           | 4 avril 1964      | Los Angeles     |
| 20,20 m | Dallas Long           | 29 mai 1964       | Los Angeles     |
| 20,68 m | Dallas Long           | 25 juillet 1964   | Los Angeles     |
| 21,52 m | Randy Matson          | 8 mai 1965        | College Station |
| 21,78 m | Randy Matson          | 23 avril 1967     | College Station |
| 21,82 m | Al Feuerbach          | 5 mai 1973        | San Jose        |
| 21,85 m | Terry Albritton       | 21 février 1976   | Honolulu        |
| 22,00 m | Aleksandr Baryshnikov | 10 juillet 1976   | Colombes        |
| 22,15 m | Udo Beyer             | 6 juillet 1978    | Göteborg        |
| 22,22 m | Udo Beyer             | 25 juin 1983      | Los Angeles     |
| 22,62 m | Ulf Timmermann        | 22 septembre 1985 | Berlin          |
| 22,64 m | Udo Beyer             | 20 août 1986      | Berlin          |
| 22,72 m | Alessandro Andrei     | 12 août 1987      | Viareggio       |
| 22,84 m | Alessandro Andrei     | 12 août 1987      | Viareggio       |
| 22,91 m | Alessandro Andrei     | 12 août 1987      | Viareggio       |
| 23,06 m | Ulf Timmermann        | 22 mai 1988       | La Canée        |
| 23,12 m | Randy Barnes          | 20 mai 1990       | Los Angeles     |
| 23,37 m | Ryan Crouser          | 18 juin 2021      | Eugene          |
| 23,56 m | Ryan Crouser          | 27 mai 2023       | Los Angeles     |

## Record du monde féminin

### Premiers records
Le premier record du monde féminin du lancer du poids, régi alors par la Fédération sportive féminine internationale, est établi le 14 juillet 1924 par la Française Violette Morris qui lors des championnats de France, au Stade olympique de Colombes, réalise un lancer à 10,15 m. Cette marque est réalisée dans le cadre d'un concours de lancer du poids à deux mains, consistant à additionner les résultats obtenus par les athlètes à l'aide de leur bras droit et de leur bras gauche. 
L'Allemande Ruth Lange améliore à trois reprises ce record du monde : 10,84 m le 28 mai 1927 à Prague avec 10,84 m, 11,32 m le 6 août 1927 lors des championnats d'Allemagne à Wrocław, et 11,52 m le 3 juin 1928 à Berlin lors d'un meeting pré-olympique. Puis, sa compatriote Grete Heublein établit quatre nouveaux records du monde successifs : 11,96 m le 15 juillet 1928 lors des championnats d'Allemagne à Berlin, 12,85 m le 21 juillet 1929 à Francfort-sur-le-Main, là encore au cours des championnats nationaux, 12,88 m le 28 juin 1931 à Paris lors du match France-Allemagne, et enfin 13,70 m le 16 août 1931 à Bielefeld.
À partir de 1934, l'homologation des records du monde du lancer du poids est régi par l'IAAF. Le record mondial de Grete Heublein est largement amélioré le 15 juillet 1934 par sa compatriote Gisela Mauermayer qui atteint la marque de 14,38 m à Varsovie à l'occasion du match Pologne-Allemagne, ce record tiendra près de 14 ans. 
Le 4 août 1948, la Soviétique Tatyana Sevryukova, championne d'Europe en 1946, porte le record du monde à 14,59 m à Moscou, avant que sa compatriote Klavdiya Tochenova ne réalise 14,86 m le 30 octobre 1949 à Tbilissi. Le 9 novembre 1950, l'autre soviétique Anna Andreyeva, championne d'Europe en 1950, devient la première athlète féminine à lancer le poids au-delà des 15 mètres en réalisant 15,02 m à Ploiești au cours du match international Roumanie-URSS. 

### De Zybina à Chizhova

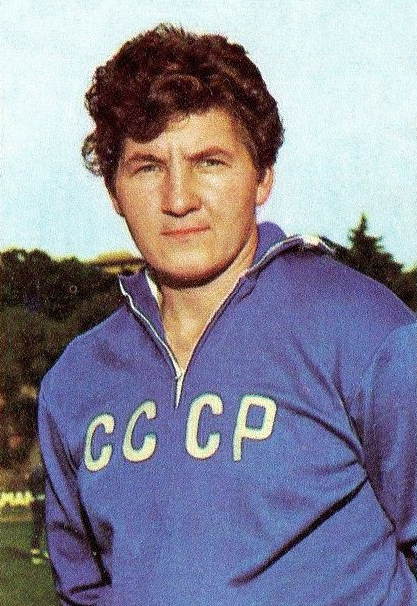
Nadezhda Chizhova égale ou améliore 9 records du monde au lancer du poids et devient la première athlète féminine à dépasser la limite des 20 mètres et des 21 mètres.

De 1952 à 1956, la Soviétique Galina Zybina règne sur la discipline et améliore à huit reprises le record du monde. Elle atteint la marque de 15,28 m le 26 juillet 1952 à Helsinki à l'occasion de son titre olympique, 15,37 m le 20 septembre 1952 à Frounzé, 15,42 m le 1er octobre 1952, toujours à Frounzé, puis franchit la barrière des 16 mètres le 9 octobre 1953 à Malmö avec 16,20 m. Elle réalise ensuite 16,28 m le 14 septembre 1954 à Kiev, 16,28 m le 5 septembre 1955 à Leningrad, 16,67 m le 15 novembre 1955 à Tbilissi, et enfin 16,76 m le 13 octobre 1956 à Tachkent.
Tamara Press, double championne olympique en 1960 et 1964, succède à sa compatriote Galina Zybina en réalisant six records du monde successifs de 1959 à 1965 et en étant la première à dépasser la barrière des 17 mètres puis des 18 mètres. Le 26 avril 1959, à Naltchik, elle améliore de 49 cm le record du monde de Zybina en effectuant un lancer à 17,25 m. L'année suivante, elle porte ce record à 17,42 m le 16 juillet 1960 à Moscou lors des championnats d'URSS, puis à 17,78 m le 13 août 1960 quelques jours avant son sacre aux Jeux olympiques de Rome. Elle établit deux nouveaux record du monde lors de la saison 1962 : 18,55 m le 10 juin 1962 à Leipzig puis égale celui-ci le 12 septembre 1962 lors de sa victoire aux championnats d'Europe de Belgrade. Tamara Press réalise un nouveau record du monde, le dernier de sa carrière, le 19 septembre 1965 à Cassel durant la coupe d'Europe des nations en lançant à 18,59 m.
Le 28 avril 1968 à Sotchi, la Soviétique Nadezhda Chizhova bat de 8 cm le record du monde de sa compatriote Tamara Press en réalisant 18,67 m. Cette meilleure marque mondiale est amélioré à trois reprises par l'Est-Allemande Margitta Gummel : une première fois le 22 septembre 1968 à Francfort-sur-l'Oder avec 18,87 m, puis à deux reprises en finale des Jeux olympiques de Mexico le 20 octobre 1968, où Gummel devient la première athlète féminine à lancer le poids au-delà des 19 mètres, réalisant 19,07 m à son troisième essai puis 19,61 m à son cinquième essai. Nadezhda Chizhova reprend son bien lors de la saison 1969 en atteignant la marque de 19,72 m le 30 mai 1969 à Moscou, puis 20,09 m le 13 juillet 1969 à Chorzów au cours du match international Pologne-URSS-Allemagne de l'Est, devenant à cette occasion la première athlète à lancer l'engin au delà des 20 mètres, et ce moins d'un an après la précédente barrière franchie par Margitta Gummel. Moins de deux mois après, Gummel s'approprie de nouveau le record mondial en réalisant 20,10 m le 11 septembre 1969, avant que Chizhova n'égale puis n'améliore de nouveau ce record cinq jours plus tard lors des championnats d'Europe d'Athènes avec 20,10 m puis 20,43 m. Nadezhda Chizhova, championne olympique en 1972 à Munich et quadruple championne d'Europe, égale son record du monde de  20,43 m le 29 août 1971 à Moscou, puis établit trois nouveaux records du monde : 20,63 m le 19 mai 1972 à Sotchi, 21,03 m le 7 septembre 1972 à Munich lors de son titre olympique et enfin 21,20 m le 28 août 1973 à Lviv. Elle est la première à dépasser la limite des 21 mètres après avoir été la première au-delà des 20 mètres.

### Natalya Lisovskaya depuis 1984
Le 6 août 1975, l'Est-allemande Marianne Adam s'empare du record du monde en réalisant un lancer à 21,60 m à Berlin, puis améliore cette marque près d'un an plus tard, le 30 mai 1976 au cours des championnats d'Allemagne de l'Est à Karl-Marx-Stadt en réalisant 21,67 m. Mais un mois plus tard, à l'occasion des championnats de Bulgarie à Belmeken, Ivanka Khristova porte ce record mondial à 21,87 m puis à 21,89 m. Le 26 septembre 1976 à Opava au cours des championnats nationaux, Helena Fibingerová améliore de 10 cm le record du monde Ivanka Khristova en effectuant un lancer à 21,99 m. Le 19 février 1977, dans l'enceinte couverte de Jablonec nad Nisou, la Tchècoslovaque réalise la marque de 22,50 m et devient à cette occasion la première athlète féminine à dépasser la limite des 22 mètres au poids. Le 20 août 1977 à Nitra, elle est la première à franchir cette barrière en plein air en réalisant 22,32 m, améliorant de 33 cm son propre record du monde en plein air. 
Le 2 mai 1980, à Celje, l'Est-allemande Ilona Slupianek bat de 4 cm le record du monde de Helena Fibingerová en le portant à 22,36 m, avant de réaliser un nouveau record le 11 mai 1980 à Potsdam avec 22,45 m quelques semaines avant son titre olympique à Moscou.
La Soviétique Natalya Lisovskaya établit un nouveau record du monde le 27 mai 1984 à Sotchi en réalisant un lancer à 22,53 m. Le 7 juin 1987, au cours du Mémorial Znamenskiy à Moscou, elle améliore à deux reprises cette marque : une première fois à son premier essai avec 22,60 m et  une seconde fois à son quatrième essai avec 22,63 m. Cette marque constitue l'actuel record du monde.

### Progression du record du monde

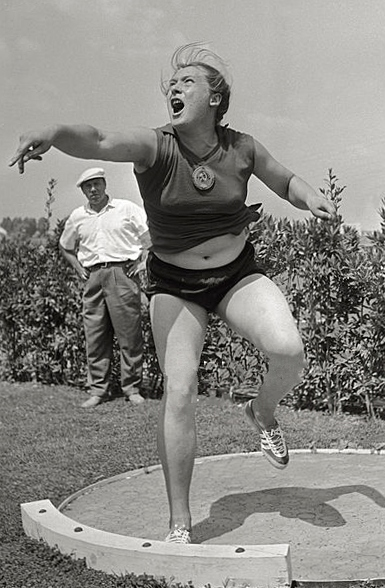
Tamara Press a amélioré 5 fois le record du monde entre 1959 et 1965.

50 records du monde féminins du lancer du poids ont été homologués par l'IAAF.
| Marque  | Athlète            | Date       | Lieu                  |
| ------- | ------------------ | ---------- | --------------------- |
| 10,15 m | Violette Morris    | 14/07/1924 | Paris                 |
| 10,84 m | Ruth Lange         | 28/05/1927 | Prague                |
| 11,32 m | Ruth Lange         | 06/08/1927 | Breslau               |
| 11,52 m | Ruth Lange         | 03/06/1928 | Berlin                |
| 11,96 m | Grete Heublein     | 15/07/1928 | Berlin                |
| 12,85 m | Grete Heublein     | 21/07/1929 | Francfort-sur-le-Main |
| 12,88 m | Grete Heublein     | 28/06/1931 | Paris                 |
| 13,70 m | Grete Heublein     | 16/08/1931 | Bielefeld             |
| 14,38 m | Gisela Mauermayer  | 15/07/1934 | Varsovie              |
| 14,59 m | Tatyana Sevryukova | 04/08/1948 | Moscou                |
| 14,86 m | Klavdia Tochonova  | 30/10/1949 | Tbilissi              |
| 15,02 m | Anna Andreeva      | 09/11/1950 | Ploiești              |
| 15,28 m | Galina Zybina      | 26/07/1952 | Helsinki              |
| 15,37 m | Galina Zybina      | 20/09/1952 | Frounzé               |
| 15,42 m | Galina Zybina      | 01/10/1952 | Frounzé               |
| 16,20 m | Galina Zybina      | 09/10/1953 | Malmö                 |
| 16,28 m | Galina Zybina      | 14/09/1954 | Kiev                  |
| 16,28 m | Galina Zybina      | 05/09/1955 | Leningrad             |
| 16,67 m | Galina Zybina      | 15/11/1955 | Tbilissi              |
| 16,76 m | Galina Zybina      | 13/10/1956 | Tachkent              |
| 17,25 m | Tamara Press       | 26/04/1959 | Naltchik              |
| 17,42 m | Tamara Press       | 16/07/1960 | Moscou                |
| 17,78 m | Tamara Press       | 13/08/1960 | Moscou                |
| 18,55 m | Tamara Press       | 10/06/1962 | Leipzig               |
| 18,55 m | Tamara Press       | 12/09/1962 | Belgrade              |
| 18,59 m | Tamara Press       | 19/09/1965 | Cassel                |
| 18,67 m | Nadezhda Chizhova  | 28/04/1968 | Sotchi                |
| 18,87 m | Margitta Gummel    | 22/09/1968 | Francfort-sur-l'Oder  |
| 19,07 m | Margitta Gummel    | 20/10/1968 | Mexico                |
| 19,61 m | Margitta Gummel    | 20/10/1968 | Mexico                |
| 19,72 m | Nadezhda Chizhova  | 30/05/1969 | Moscou                |
| 20,09 m | Nadezhda Chizhova  | 13/07/1969 | Chorzów               |
| 20,10 m | Margitta Gummel    | 11/09/1969 | Berlin                |
| 20,10 m | Nadezhda Chizhova  | 16/09/1969 | Athènes               |
| 20,43 m | Nadezhda Chizhova  | 16/09/1969 | Athènes               |
| 20,43 m | Nadezhda Chizhova  | 29/08/1971 | Moscou                |
| 20,63 m | Nadezhda Chizhova  | 19/05/1972 | Sotchi                |
| 21,03 m | Nadezhda Chizhova  | 07/09/1972 | Munich                |
| 21,20 m | Nadezhda Chizhova  | 28/08/1973 | Lvov                  |
| 21,60 m | Marianne Adam      | 06/08/1975 | Berlin                |
| 21,67 m | Marianne Adam      | 30/05/1976 | Karl-Marx-Stadt       |
| 21,87 m | Ivanka Khristova   | 03/07/1976 | Belmeken              |
| 21,89 m | Ivanka Khristova   | 04/07/1976 | Belmeken              |
| 21,99 m | Helena Fibingerová | 26/09/1976 | Opava                 |
| 22,32 m | Helena Fibingerová | 20/08/1977 | Nitra                 |
| 22,36 m | Ilona Slupianek    | 02/05/1980 | Celje                 |
| 22,45 m | Ilona Slupianek    | 11/05/1980 | Potsdam               |
| 22,53 m | Natalya Lisovskaya | 27/05/1984 | Sotchi                |
| 22,60 m | Natalya Lisovskaya | 07/06/1987 | Moscou                |
| 22,63 m | Natalya Lisovskaya | 07/06/1987 | Moscou                |

## Records du monde en salle

### Hommes
3 records du monde en salle masculins du lancer du poids ont été ratifiés par l'IAAF.
| Marque  | Athlète        | Date            | Lieu         |
| ------- | -------------- | --------------- | ------------ |
| 22,26 m | Werner Günthör | 8 février 1987  | Mögglingen   |
| 22,66 m | Randy Barnes   | 20 janvier 1989 | Los Angeles  |
| 22,82 m | Ryan Crouser   | 24 janvier 2021 | Fayetteville |

### Femmes
Un seul record du monde en salle féminin du lancer du poids a été ratifié par l'IAAF, celui de la Tchèque Helena Fibingerová avec la marque de 22,50 m, établie le 19 février 1977.
| Marque  | Athlète            | Date            | Lieu     |
| ------- | ------------------ | --------------- | -------- |
| 22,50 m | Helena Fibingerová | 19 février 1977 | Jablonec |

## Autres catégories d'âge
Les records du monde juniors du lancer du poids sont actuellement détenus par le Néo-Zélandais Jacko Gill, auteur de 23,00 m le 18 août 2013 à Auckland avec un poids de 6 kg, et par l'Allemande Astrid Kumbernuss, créditée de 20,54 m le 1er juillet 1989 à Orimattila. Les records du monde juniors en salle sont détenus par le Polonais Konrad Bukowiecki avec 22,48 m (2016) et par l'Allemande Heidi Krieger avec 20,51 m (1984).
Les meilleures performances mondiales cadets sont la propriété de Jacko Gill (24,45 m le 19 décembre 2011 à Auckland avec un poids de 5 kg) et de la Néerlandaise Corrie de Bruin (20,52 m le 13 juin 1993 à Assen avec un poids de 3 kg).
| Record                                               | Athlète           | Marque  | Date             | Lieu     |
| ---------------------------------------------------- | ----------------- | ------- | ---------------- | -------- |
| Record du monde junior (poids de 6 kg)               | Jacko Gill        | 23,00 m | 18 août 2013     | Auckland |
| Record du monde junior en salle (poids de 6 kg)      | Konrad Bukowiecki | 22,48 m | 8 janvier 2016   | Toruń    |
| Meilleure performance mondiale cadet (poids de 5 kg) | Jacko Gill        | 24,45 m | 19 décembre 2011 | Auckland |

| Record                                               | Athlète           | Marque  | Date             | Lieu       |
| ---------------------------------------------------- | ----------------- | ------- | ---------------- | ---------- |
| Record du monde junior                               | Astrid Kumbernuss | 20,54 m | 1er juillet 1989 | Orimattila |
| Record du monde junior en salle                      | Heidi Krieger     | 20,51 m | 8 février 1984   | Budapest   |
| Meilleure performance mondiale cadet (poids de 3 kg) | Corrie de Bruin   | 20,52 m | 13 juin 1993     | Assen      |